# Cao Minh Đạt
Cao Minh Đạt (sinh ngày 22 tháng 4 năm 1975) là một nam diễn viên người Việt Nam, được biết đến như là gương mặt diễn viên điện ảnh Việt Nam trong những năm của thập niên 2000. Các vai diễn nổi bật của ông như Bác sĩ Trần Tạo (Blouse trắng), Khiêm (Vòng xoáy tình yêu), Phong (Tình yêu còn lại) và đặc biệt là Cậu Ba Khải Duy (Tiếng sét trong mưa).

## Tiểu sử và bén duyên với nghệ thuật
Cao Minh Đạt sinh ngày 22 tháng 4 năm 1975 tại Sài Gòn. Ông sinh ra và lớn lên tại xóm Lò Heo phía bên chợ Bà Chiểu. Bạn thân nhất của ông chính là nghệ sĩ ưu tú, đạo diễn Đỗ Đức Thịnh. Cả hai người chơi rất thân với nhau từ khi mới sinh ra. Họ là hàng xóm của nhau, cùng đi học, cùng chơi với nhau.
Học hết phổ thông, Cao Minh Đạt thi đậu vào trường đại học Hàng Hải, còn Đỗ Đức Thịnh học trường trung cấp khoa Kế toán. Nhưng học được khoảng một năm thì Cao Minh Đạt cảm thấy mình không phù hợp với nghề này, nên ông đã quyết định bỏ để thi vào trường Sân khấu Nghệ thuật 2 (nay là trường Đại học Sân khấu Điện ảnh Thành phố Hồ Chí Minh) thuộc khoa diễn viên sân khấu kịch. Cùng lớp với ông có nhiều nghệ sĩ nổi tiếng sau này như Thuý Nga, Việt Hương, Hạnh Thuý, Tiết Cương… lớp do nghệ sĩ Minh Nhí làm chủ nhiệm.
Mặc dù đẹp trai nhưng tính cách rất nhút nhát, nên Cao Minh Đạt đã rủ Đỗ Đức Thịnh thi cùng cho có tinh thần. Như có sự sắp xếp của định mệnh, cả hai đều trúng tuyển.

## Sự nghiệp điện ảnh - truyền hình
Sự nghiệp của Cao Minh Đạt khá dễ dàng từ những ngày đầu mới bắt đầu chập chững vào nghề. Vai diễn đầu đời trong phim cổ tích "Vua Heo" vào năm 1995 của ông đã được nhiều khán giả yêu thích khi ông mới học năm nhất. Nhờ vẻ đẹp trong sáng, hiền lành, chân chất… đặc biệt là đôi mắt to tròn, trong veo và biết nói, ông đã lọt vào mắt xanh của các đạo diễn cho những vai chính diện như "Những đứa con thành phố", "Con nhà nghèo", "Bến sông trăng", "Xe tăng 301"…
Tuy nhiên, khi mới ra trường, năm 1997, ông từng bỏ nghề đi làm nhân viên sale cho một công ty quảng cáo tại Sài Gòn. Lý do một phần vì ông chứng kiến cảnh tiêu cực và bè phái của làng giải trí đầy phức tạp, khiến lòng tự trọng của một cậu học trò mới lớn lúc đó không chấp nhận được sự thật này.
Năm 1998, khi Cao Minh Đạt đã bỏ nghề thì nhận được cú điện thoại của đạo diễn Lê Bảo Trung lúc đó là phó đạo diễn của bộ phim "Những đứa con thành phố" đã giới thiệu ông đến casting thử vai, thế là ông tham gia thử. Gương mặt sáng, được đào tạo bài bản chính quy chính là thế mạnh của Cao Minh Đạt.
Cao Minh Đạt được chọn đóng một vai thứ chính trong bộ phim đình đám "Những đứa con thành phố" của đạo diễn Đỗ Phú Hải. Từ bộ phim này đã thổi bùng ngọn lửa đam mê nghệ thuật vẫn âm ỉ bấy lâu trong ông. Từ đó, không gì có thể làm ông xa rời màn ảnh. Con đường diễn viên của ông đã trở nên sáng sủa hơn bắt đầu từ đây.
Giai đoạn thập niên đầu của thế kỷ 21 (từ 2002 đến 2012) là giai đoạn đỉnh cao trong sự nghiệp của Cao Minh Đạt. Ông là gương mặt chiếm sóng truyền hình cả nước với nhiều bộ phim gây tiếng vang, nổi bật với các phim Blouse trắng, Vòng xoáy tình yêu, Trùng quang tâm sử, Anh và em, Tình yêu còn lại, Hoa thiên điểu, Tham vọng, Mùi ngò gai, Lục Vân Tiên...
Tuy nhiên vai diễn bước ngoặt trong sự nghiệp của Cao Minh Đạt phải kể đến vai bác sĩ Tạo trong bộ phim đình đám về đề tài bác sĩ Blouse trắng. Kể từ đó, ông liên tục gặt hái thành công với các vai diễn thần tượng như vai Khiêm trong Vòng xoáy tình yêu và vai Phong của Tình yêu còn lại, 2 vai diễn ghi đậm dấu ấn của ông trên màn ảnh đối với khán giả.
Ngoài ra, Cao Minh Đạt còn thử sức mình với nhiều vai phản diện và cực kỳ thành công, bắt đầu từ vai phản diện đầu tay Trịnh Hâm trong Lục Vân Tiên gây dấu ấn lớn trong sự nghiệp, được giới chuyên môn đánh giá cao. Cho đến vai phản diện kiêm nam chính Quang Trường (Công nghệ thời trang) đã giúp ông giành giải "Nam diễn viên chính xuất sắc nhất phim truyện truyền hình" của Cánh diều vàng 2011. Đây là giải nam chính đầu tiên ông được nhận.
Đạo diễn Đỗ Phú Hải - người anh, người thầy thân thiết của nam diễn viên đã nhận định trong một bài báo Thanh Niên vào năm 2007 cho rằng:
"Sau vai nhỏ trong Những đứa con thành phố, tôi nhận thấy nhiều tiềm năng ở Đạt. Trong con người của Đạt có khát vọng sáng tạo, tìm tòi, không mắc bệnh ngôi sao. Sau đó tôi mời Đạt vào phim Lục Vân Tiên. Vai Trịnh Hâm đã để lại dấu ấn khá tốt trong lòng khán giả xem phim. Lợi thế ngoại hình của Đạt giúp anh dễ vào vai công tử hiền lành. Nhưng Đạt có nội lực để làm được nhiều hơn như thế".
Bên cạnh sự nghiệp điện ảnh đình đám, Cao Minh Đạt cũng tham gia nhiều vở diễn ăn khách tại sân khấu 5B nhưː Người đàn ông của trời, Màn kịch vụng về, Giấc mơ điện ảnh...
Cao Minh Đạt còn là sự lựa chọn của nhiều đạo diễn trong các bộ phim điện ảnh chiếu Tết như: Khi người ta yêu, Đẻ mướn, Phát tài,.... Tuy vậy các phim điện ảnh của ông đa số gây nên ý kiến trái chiều về mặt nội dung và chất lượng. Khác hẳn các kịch bản có nội dung nặng đô hơn cùng thời điểm tại mảng truyền hình.
Năm 2024, Cao Minh Đạt tham gia bộ phim Dưới Bóng Con Hầu với vai Cậu Minh cùng với diễn viên Nhật Kim Anh trong vai Ka & Thơm. Nội dung bộ phim diễn ra chủ yếu ở bối cảnh quá khứ của miền Tây Nam bộ những năm 50 của thế kỷ 20, thời kỳ mà xã hội tồn tại, phân chia hai giai cấp khá rõ rệt giữa địa chủ và nông dân.

## Người tình màn ảnh
Không chỉ có sự nghiệp thành công, Cao Minh Đạt còn sánh đôi với cô bạn diễn ăn ý trong suốt sự nghiệp của mình là nữ diễn viên nổi tiếng Thanh Thúy (đồng thời cũng là vợ của người bạn thân chí cốt của ông đạo diễn Đỗ Đức Thịnh) trong nhiều dự án phim nổi tiếng, trở thành cặp đôi màn ảnh được rất nhiều khán giả yêu thích.
Họ là một trong những cặp đôi đóng cặp nhiều nhất trên màn ảnh nhỏ từ trước đến nay của điện ảnh Việt với 5 bộ phim truyền hình bao gồmː Blouse trắng, Vòng xoáy tình yêu, Niềm đau chôn giấu, Tình yêu còn lại, Gia đình ngũ quả và một vở kịch mang tên Chuyện Lạ tại sân khấu 5B. Ngoài ra còn vô số lần hợp tác trong các phim khác như Lẵng hoa tình yêu, Làn môi trong mưa...
Bộ phim đầu tiên họ đóng cặp là Blouse Trắng, nhưng bộ phim ghi dấu ấn như là một cặp tiên đồng ngọc nữ trên màn ảnh của họ là "Vòng xoáy tình yêu" - bộ phim được phát sóng vào giờ vàng có lượng người xem kỷ lục khi lần đầu nó được phát sóng trên kênh HTV7. Bộ phim được Việt hóa từ phiên bản của Thái Lan, sản xuất vào năm 2005, với mô típ Hoàng tử - Lọ Lem cùng câu chuyện tình yêu cổ tích nhưng không kém phần éo le giữa hai nhân vật chính Khiêm và Na đã được khán giả rất yêu thích. Đây cũng là bộ phim đầu tiên mở đường cho trào lưu phim truyền hình Việt giờ vàng trên sóng truyền hình trong những năm đầu thập niên 2000. Cũng trong năm này, họ được bầu chọn là cặp đôi được yêu thích nhất năm 2005.
Đến năm 2008, họ tái hợp và lại tiếp tục thành công lớn với Tình yêu còn lại. Trong phim, Cao Minh Đạt vào vai Phong một chàng công tử đẹp trai nhưng lạnh lùng và có lối sống phóng túng, còn Thanh Thúy vào vai Lam một nữ sinh xinh đẹp ở quê với tính tình lãng mạn và ngây thơ, bộ phim đã thu hút 1 lượng lớn khán giả xem đài mặc dù nó không được phát sóng vào giờ vàng. Thành công của bộ phim cũng giúp họ tiếp tục nhận được đề cử cho Cặp đôi được yêu thích và Nam nữ diễn viên được yêu thích tại giải thưởng HTV 2008 .
Sự kết hợp ăn ý giữa hai người cũng khiến họ dính phải tin đồn tình cảm suốt một thời gian dài khiến cả hai người nhiều lần phải lên tiếng đính chính, nhưng khán giả vẫn không tin trước khi Thanh Thúy kết hôn vào năm 2008 với Đức Thịnh.

## Tính cách - Đời tư
Trái ngược với các vai diễn phức tạp trên màn ảnh, cuộc sống và tính cách của Cao Minh Đạt khá đơn giản và kín tiếng. Ở ngoài đời thật, ông là người kiệm lời, hiền lành. Ông sống khép kín, không sử dụng Facebook, không tiếp xúc với báo giới, ông chọn cho mình một cuộc sống đơn giản sau ánh hào quang của sự nổi tiếng. Người ta gọi ông là người bí ẩn, ông sợ những nơi đông đúc ồn ào. Sau giờ làm việc, người ta không biết ông sống ở đâu, với ai, làm gì ngoài thời gian đóng phim, ngay cả số điện thoại cũng ít người biết. Ông có một cuộc sống lặng lẽ và cũng rất "sạch sẽ" scandal mặc kệ sự xô bồ, phức tạp của giới showbiz.

## Gia đình
Cao Minh Đạt sinh ra trong gia đình Công Giáo có ba mẹ và hai anh em trai, ông là con út trong gia đình. Mẹ ông đã qua đời vì bệnh ung thư khi ông 26 tuổi, ba ông đã ngoài 70 tuổi, còn anh trai đã qua đời năm 2020.
Bản thân ông cũng mới kết hôn ở tuổi 41 vào năm 2016 với một người ngoài ngành giải trí, vợ ông tên Thanh Trúc (Trúc Trương), kém ông 8 tuổi.

## Danh sách một số bộ phim đã tham gia

### Truyền hình
| Năm  | Tên phim                           | Vai diễn          | Đạo diễn                                                | Kênh               | Ghi chú      |
| ---- | ---------------------------------- | ----------------- | ------------------------------------------------------- | ------------------ | ------------ |
| 1995 | Cổ tích Việt Nam: Vua Heo          | Vua Heo           |                                                         |                    | phim cổ tích |
| 1998 | Những đứa con thành phố            | Nguyễn Kim        | Đỗ Phú Hải                                              |                    |              |
| 1999 | Con nhà nghèo                      | Cư                | Hồ Ngọc Xum                                             |                    |              |
| 1999 | Trường Sơn ngày ấy                 | Hợp               | Nguyễn Bá Lân                                           | HTV9               |              |
| 2000 | Bến sông trăng                     | Bác sĩ Chương     | Đỗ Phú Hải                                              |                    |              |
| 2000 | Ba lẻ một                          | Trung             | Khải Hưng                                               |                    |              |
| 2002 | Trùng quang tâm sử                 | Pháp              | Trần Quang Đại                                          |                    |              |
| 2002 | Blouse trắng                       | Bác sĩ Trần Tạo   | Trần Mỹ Hà                                              | HTV7               |              |
| 2004 | Lục Vân Tiên                       | Trịnh Hâm         | Đỗ Phú Hải - Nguyễn Phương Điền - Lê Bảo Trung          | HTV7               |              |
| 2004 | Lẵng hoa tình yêu                  | Thắng             | Vinh Hương                                              | HTV9               |              |
| 2004 | Cổ tích Việt Nam: Sự tích trầu cau | Cao Tân, Cao Lang |                                                         |                    | phim cổ tích |
| 2005 | Vòng xoáy tình yêu                 | Khiêm             | Vũ Trường Khoa - Trần Quang Đại                         | HTV7               |              |
| 2005 | Người đánh trống trường            | Quốc Bình         | Trần Quang Đại                                          |                    |              |
| 2005 | Niềm đau chôn giấu                 | Mạnh Tuấn         | Trần Hoài Sơn                                           |                    |              |
| 2006 | Mùi ngò gai                        | Trường            | Chu Thiện / Trần Hữu Phúc / Kim Hyo joong / Han Chu soo | HTV9               |              |
| 2006 | Hai mảnh đời                       | Minh              | Hồ Ngọc Xum                                             |                    |              |
| 2006 | Cái bóng bên chồng                 | Nguyên            | Xuân Phước                                              |                    |              |
| 2007 | Sóng gió cuộc đời                  | Duy               | Châu Huế                                                |                    |              |
| 2008 | Hoa thiên điểu                     | Hoàng Dũng        | Nhâm Minh Hiền                                          | HTV9               |              |
| 2008 | Tình yêu còn lại                   | Phong             | Trần Quang Đại                                          | HTV9               |              |
| 2009 | Ký ức mong manh                    | Thụ               | Đặng Lưu Việt Bảo                                       | HTV7               |              |
| 2010 | Tham vọng                          | Phú               | Xuân Cường                                              |                    |              |
| 2010 | Cô nàng bướng bỉnh                 | Hoàng Bách        | Chu Thiện                                               |                    |              |
| 2010 | Tha thứ cho anh                    | Nhật              | Phạm Nhuệ Giang                                         |                    |              |
| 2011 | Sự thật vô hình                    | Tuấn              | Nguyễn Dương                                            |                    |              |
| 2011 | Công nghệ thời trang               | Quang Trường      | Đỗ Phú Hải                                              | HTV9               |              |
| 2011 | Lòng dạ đàn bà                     | Hội đồng Thành    | Hồ Ngọc Xum                                             | HTV9               |              |
| 2011 | Anh và em                          | Tâm Chánh         | Kim Kyo Jung                                            | TodayTV            |              |
| 2012 | Khi yêu đừng nói lời chia tay      | Khắc Minh         | Trương Dũng                                             |                    |              |
| 2012 | Làn môi trong mưa                  | Đức Nguyên        | Đức Thịnh                                               |                    |              |
| 2012 | Hoa phù dung                       | Long chuột        | Đặng Tất Bình                                           |                    |              |
| 2012 | Phiên chợ số                       | Hoàng Minh        | Nhâm Minh Hiền                                          |                    |              |
| 2013 | Sóng gió làng nghề                 | Tứ Đại            | Đặng Minh Quang                                         |                    |              |
| 2013 | Thạch lan                          | Mạnh              | Xuân Cường                                              |                    |              |
| 2013 | Bí mật tam giác vàng               | Nudon Charawat    | Nguyễn Dương                                            | VTV3               | Có Giọng Bắc |
| 2014 | Yêu đến tận cùng                   | Lê Trọng Đức      | Đức Thịnh                                               | VTV3               |              |
| 2014 | Đôi mắt của trái tim               | Đức Thụ           | Đỗ Phú Hải                                              | TodayTV            |              |
| 2014 | Hạnh phúc của người khác           | Thiện Minh        | Đinh Đức Liêm                                           | TodayTV            |              |
| 2014 | Phận đàn bà                        | Thức              | Đinh Đức Liêm                                           |                    |              |
| 2014 | Sóng ngầm                          | Huy Vũ            | Đặng Tất Bình - Nguyễn Văn Đức                          | VTV1               |              |
| 2014 | Gia đình ngũ quả (phần 1)          | Nhật              | Trần Toàn                                               |                    |              |
| 2014 | Bản kê số phận                     | Khoa              | Trần Ngọc Giàu                                          |                    |              |
| 2014 | Nghiệt oan                         | Cường             | Hoàng Tuấn Cường                                        | HTV7               |              |
| 2014 | Gỡ rối tơ lòng                     | Cậu Trung         | Xuân Cường                                              |                    |              |
| 2015 | Gia đình ngũ quả (phần 2)          | Nhật              | Trần Toàn                                               |                    |              |
| 2015 | Sóng gió hôn nhân                  | Quốc An           | Tống Thành Vinh                                         |                    |              |
| 2015 | Tấm lòng của biển                  | Hoàng Tuấn        | Trương Dũng                                             |                    |              |
| 2015 | Sương khói đồng hoang              | Ông Thanh         | Nguyễn Dương                                            |                    |              |
| 2015 | Góc khuất số phận                  | Ông Thông         | Lý Khắc Lynh                                            |                    |              |
| 2015 | Giọt lệ bên sông                   | Năm Hương         | Hoàng Tuấn Cường                                        |                    |              |
| 2016 | Thủy cơ                            | Nhạc lửa          | Đỗ Phú Hải                                              |                    |              |
| 2016 | Mở khóa con tim                    | Huỳnh Đạt         | Đỗ Phú Hải                                              |                    |              |
| 2016 | Máu chảy về tim                    | Ông Nhân          | Nguyễn Dương                                            |                    |              |
| 2017 | Điều ước sao biển                  | Chú Thiện         | Phạm Huỳnh Đông                                         |                    |              |
| 2017 | Tía ơi đừng say                    | Hùng              | Lý Khắc Lynh                                            |                    |              |
| 2017 | Cuộc chiến vô nghĩa                | Ông Trung         | Nguyễn Quang Minh                                       |                    |              |
| 2017 | Thế thái nhân tình                 | Cao Xuân Quỳnh    | Võ Việt Hùng                                            |                    |              |
| 2017 | Phục hận                           | Nhân              | Nguyễn Dương                                            |                    |              |
| 2018 | Khép lại quá khứ                   | Cậu Hai           | Nguyễn Đức Nhật Thanh                                   | HTV9               |              |
| 2018 | Sóng xô lẽ phải                    | Cang Thẹo         | Chu Thiện                                               |                    |              |
| 2019 | Tiếng sét trong mưa                | Khải Duy          | Nguyễn Phương Điền                                      | THVL1              |              |
| 2019 | Hai chàng Hảo Hớn                  | Ba Hảo            | Quách Khoa Nam                                          |                    | Phim cổ tích |
| 2019 | Con gái yêu                        | Anh Ba            | Nguyễn Minh Cao                                         |                    |              |
| 2020 | Vua bánh mì                        | Ông Thành Đạt     | Nguyễn Phương Điền                                      | THVL1              |              |
| 2020 | Bánh mì ông Màu                    | Quốc Cường        | Nguyễn Quang Minh                                       | HTV7               |              |
| 2020 | Chiều nghiêng                      | Minh Trần         | Hoàng Mập                                               |                    |              |
| 2020 | Nhất gia bách truyện               | Mạnh Hùng         | Dương Quốc Linh                                         |                    |              |
| 2020 | Ngày em đến                        | Ông Đông          | Đinh Đức Liêm                                           | VTV3               |              |
| 2021 | Trong vòng xoay tội ác             | Tấn Đăng          | Quách Khoa Nam                                          | SCTV14             |              |
| 2021 | Kẻ tàng hình                       | Hùng Đầu Bạc      | Thái Trình                                              | khách mời đặc biệt |              |
| 2022 | Gia đình hoàn mỹ                   | Thế Lương         | Trần Toàn                                               |                    |              |
| 2022 | Sau phút đam mê                    | Hoàng Phong       | Nguyễn Minh Cao                                         |                    |              |
| 2022 | Nơi ngọn gió dừng chân             | Ông Hoàng Nam     | Quách Khoa Nam                                          | THVL1              |              |
| 2022 | Hoàng hạc lâu                      | Hoài Nam          | Hoàng Mập                                               | QPVN               |              |
| 2022 | Mẹ rơm                             | Khoản             | Nguyễn Phương Điền                                      | VTV1               |              |
| 2023 | Vạn dặm nhân sinh                  | Ông Hoàng Phương  | Quách Khoa Nam                                          | VieON, VTV9        |              |
| 2023 | Biển nhớ thiên di                  | Ông Năm Đất       | Hoàng Mập                                               | HTV7               |              |
| 2024 | Ván cờ danh vọng                   | Ông Tính          | Nguyễn Quang Minh                                       | VieON              |              |
| 2024 | Dưới bóng con hầu                  | Cậu Minh          | Nguyễn Tuấn Anh                                         | YeaH1              |              |
| 2024 | Tham vọng giàu sang                | Ông Mạnh          | Hoàng Tuấn Cường                                        | THVL1              |              |
| 2025 | Mẹ biển                            | Ba Sịa            | Nguyễn Phương Điền                                      | VTV1               |              |
| 2025 | Ngược dòng sóng bạc                | Cậu Hai           | Bùi Minh Hoàng                                          | SCTV14             |              |
| 2025 | Chân trời mới                      |                   | Vương Quang Hùng                                        | THVL1              |              |

### Điện ảnh
| Năm  | Tên phim         | Đạo diễn         | Ghi chú  | Nguồn |
| ---- | ---------------- | ---------------- | -------- | ----- |
| 2004 | Khi người ta yêu | Trần Phương      |          |       |
| 2005 | Đẻ mướn          | Lê Bảo Trung     |          |       |
| 2008 | Phát tài         | Lê Bảo Trung     |          |       |
| 2015 | Ma Dai           | Đỗ Đức Thịnh     |          |       |
| 2024 | Sáng Đèn         | Hoàng Tuấn Cường | Phim Tết |       |

## Danh sách một số vở kịch đã tham gia
- Đứa con của trời
- Bảy sắc cầu vồng
- Dạ cổ hoài lang
- Giấc mơ điện ảnh
- Chuyện lạ
- Màn kịch vụng về
- Công ty gia tộc
- Và em đã yêu
- Đời có đợi anh không[9]
- Giờ của Quỷ (Sân khấu Hồng Hạc)[10]
- Bông hồng trên sàn đấu[11]

## Giải thưởng nghệ thuật tiêu biểu
| Năm  | Giải thưởng                                | Tên phim             | Vai diễn     | Hạng mục |
| ---- | ------------------------------------------ | -------------------- | ------------ | --- |
| 2005 | HTV Awards                                 | Vòng xoáy tình yêu   | Khiêm        | Cặp đôi được yêu thích nhất (cùng với diễn viên Thanh Thúy), đề cử giải Mai vàng nam diễn viên được yêu thích nhất |
| 2011 | Cánh diều vàng                             | Công nghệ thời trang | Quang Trường | Nam diễn viên chính xuất sắc nhất                                                                                  |
| 2019 | Liên hoan Truyền hình toàn quốc lần thứ 39 | Tiếng Sét Trong Mưa  | Khải Duy     | Nam diễn viên xuất sắc nhất                                                                                        |
| 2019 | Mai Vàng lần thứ 25                        | Tiếng Sét Trong Mưa  | Khải Duy     | Nam diễn viên Điện ảnh - Truyền hình được yêu thích nhất                                                           |